# انیق قشلاق
انیق قشلاق (به لاتین: Əniqqışlaq) یک منطقه مسکونی در جمهوری آذربایجان است که در شهرستان قوسار واقع شده‌است.